# Aeroportul Regional Aberdeen
Aeroportul Regional Aberdeen (IATA: ABR, ICAO: KABR, FAA LID: ABR) este un aeroport din Dakota de Sud, Statele Unite ale Americii ce deservește zona Aberdeen⁠(d). Aeroportul a fost tranzitat în 2019 de 59.128 de pasageri. A fost numit după zona deservită.
Situat la o altitudine de 397 m, aeroportul dispune de 2 piste.

## Infrastructură

### Piste
Aeroportul dispune de 2 piste. Pista 13/31 are suprafața de beton și dimensiunile 6.901 picioare × 100 picioare. Pista 17/35 are suprafața de asfalt și dimensiunile 5.500 picioare × 100 picioare. 